# 2015-ös kazahsztáni elnökválasztás
2015. április 26-án elnökválasztás volt Kazahsztánban. A választáson Nurszultan Nazarbajev hivatalban lévő elnök – 95,22 százalékos rekordrészvétel mellett – a szavazatok 97,7 százalékát kapta, és ezzel újabb ötéves mandátumot nyert el az ország vezetésére.

## Előzmények
Kazahsztánban 2011-ben volt utoljára elnökválasztás, amelyen Nurszultan Nazarbajev 1991 óta hivatalban lévő elnök újabb ötéves, 2016-ig tartó mandátumot szerzett. 2014 novemberében az elnök meghirdette a Nurli Zsol (Fényes Út) nevű politikai programját, amely a Kazahsztán-2050 nevű stratégiai terven alapszik, és célul tűzi ki, hogy 2050-re az ország egyike legyen a világ harminc legfejlettebb gazdaságának. 2015. február 14-én a Kazahsztáni Népi Gyűlés nevű, az elnök által vezetett tanácsadó testület javasolta, hogy az elnökválasztást hozzák előre 2015-re, elkerülve ezzel, hogy 2016-ban a törvényhozási választásokkal egyszerre kelljen elnökválasztást is tartani.
A javaslat széles körű támogatást kapott a törvényhozás mindkét házában. Muhtar Altinbajev szenátor, hadseregtábornok például kijelentette: a fegyveres erők támogatják az előrehozott választások gondolatát. „Meg kell becsülnünk azt, amink van,” jelentette ki a volt honvédelmi miniszter. A képviselőház és a szenátus végül határozatban kérte Nazarbajev elnököt, hogy tűzze ki az elnökválasztást még 2015-re. A határozatot az alsóház egyhangúlag támogatta. A szenátusban először volt egy ellenszavazat, de a megismételt szavazás során kiderült, hogy csak technikai hibáról volt szó, így végül a szenátus határozata is egyhangú volt.
A képviselők kérésére (amely szerint az előrehozott választások felhatalmazást adhatnak az elnöknek a Nurli Zsol program megvalósítására) Nazarbajev elnök február 25-én úgy döntött, hogy az előrehozott elnökválasztást 2015. április 26-ra kiírja.
Nyugati megfigyelők szerint az előrehozott választásra azért volt szükség, hogy véget vessenek az elnöki utódlással kapcsolatos spekulációknak.
Az elnökválasztást és az azt megelőző választási kampányt figyelemmel kísérte az Európai Biztonsági és Együttműködési Szervezet (EBESZ) megfigyelőcsoportja.

## Jelöltek
Az alkotmány és a vonatkozó törvények szerint az elnökjelöltség feltétele a kazak állampolgárság, a betöltött negyvenedik életév és a kazak nyelv kifogástalan ismerete. (Az utóbbinak azért van jelentősége, mert az ország lakosságának csak 58,9%-a kazah nemzetiségű.) A kazak nyelvismeretre vonatkozó feltétel teljesülését a Központi Választási Bizottság az erre a célra létrehozott Nyelvi Bizottság által adminisztrált nyelvvizsga alapján ellenőrzi. A nyelvvizsga során a jelölteknek kétoldalas esszét kell írniuk, fel kell olvasniuk egy háromoldalas klasszikus kazak költeményt vagy prózai művet és tizenöt perces beszédet kell mondaniuk. A március 15-i jelentkezési határidőig 27 személy jelentkezett. Közülük ketten fiatalabbnak bizonyultak a korhatárnál, hárman visszavonták a jelentkezésüket, négyen nem jelentek meg a Nyelvi Bizottság előtt, nyolcan megbuktak a nyelvvizsgán, hárman megjelentek ugyan a vizsgán, de a bizottság összetétele elleni tiltakozásuk jeleként nem vettek részt a tényleges vizsgáztatáson. A nyelvvizsgát végül heten tették le sikerrel. Nekik az előírások szerint a választópolgárok egy százalékának (93 012 választópolgárnak) az ajánlását kellett aláírási íveken összegyűjteniük. Ez három jelöltnek sikerült: Nurszultan Nazarbajevnek, Turgun Szizdikovnak és Abulgazi Kuszainovnak.
A jelölteknek 1,07 millió tenge (2015. április 26-i árfolyamon mintegy 1,6 millió forint) választási letétet kellett befizetniük. Ezt a legalább 5%-os támogatást elnyerő jelöltek a választás után visszakapják.

### Nurszultan Nazarbajev
Nurszultan Abisuli Nazarbajev a választás kiírásakor hivatalban lévő elnök, a politikai életben domináns Nur Otan („Haza Párt”) jelöltje. Nazarbajev 1940-ben született. Ukrajnában és Karagandában tanult, majd 1976-ban elvégezte a moszkvai pártfőiskolát. 1979-től a Kazak Kommunista Párt Politikai Bizottságának tagja, 1984-től 1989-ig kazahsztáni miniszterelnök, 1989-től 1991-ig a kazak kommunista párt főtitkára, 1991 óta a független Kazahsztán elnöke. Nazarbajev programja a gazdasági reform, a politikai stabilitás és az etnikumok közti harmónia szükségességét hangsúlyozta.

### Turgun Szizdikov
Turgun Iszkakuli Szizdikov, a Kazahsztáni Kommunista Néppárt jelöltje. Szizdikov 1947-ben született. 1966-ban gépszerelő technikusi végzettséget szerzett. 1974-ben elvégezte a moszkvai Komszomol Főiskolát, 1984-ben pedig agronómusi diplomát szerzett a Celinográdi Mezőgazdasági Főiskolán. Az 1980-as években pártfunkcionárius volt, Kazahsztán függetlenné válása után az államigazgatásban dolgozott. 2014 óta a Kazahsztáni Kommunista Néppárt Központi Bizottságának titkára. Szizdikov választási kampányában a társadalmi egyenlőséget és a nyugati befolyás káros hatásainak kiküszöbölését tűzte ki célul.

### Abulgazi Kuszainov
Abulgazi Kaliakparuli Kuszainov a Kazahsztáni Szakszervezetek Szövetségének elnöke. A Nazarbajev vezette Nur Otan tagja. Kuszainov 1952-ben született. A Karagandai Politechnikai Intézetben szerzett mérnöki diplomát. 2009-től 2011-ig közlekedési és távközlési miniszter, 2012-től 2013-ig a Karagandi terület akimja (kormányzója) volt. 2013 januárja óta a szakszervezeti szövetség elnöke. Kuszainov választási célkitűzései között a környezetvédelem és az üzemek biztonsága szerepelt hangsúlyos helyen.

## Kampány
A választási kampány március 26-án kezdődött és április 24-én éjfélig tartott, amikor kampánycsend lépett életbe. Az elnök bejelentette, hogy maga nem fog kampányolni, de támogatói számos Nazarbajev-párti rendezvényt szerveztek. Az EBESZ megfigyelői részt vettek Szizdikov egyik választási rendezvényén is, ahol a kommunista jelölt nem kérte a megjelenteket, hogy szavazzanak rá, viszont méltatta ellenfele, Nazarbajev elnök munkáját.
Számos, az EBESZ-megfigyelők által megkérdezett választó úgy nyilatkozott, a három jelölt közül csak Nazarbajev nevét illetve programját ismeri, és a megfigyelőknek elmondottak szerint a valódi ellenzéki politikusok börtönben vannak vagy külföldre menekültek.
A választási törvény kötelezi a médiát a kiegyensúlyozott tájékoztatásra. Ugyanakkor az év elején életbe lépett egy jogszabály, amely bűncselekménnyé nyilvánítja az elnök rágalmazását vagy megsértését. A törvény tíz év börtönbüntetést helyez kilátásba a hamis információk terjesztéséért, az ügyészségnek pedig joga van betiltani a „káros” információkat terjesztő internetes oldalakat. Az ügyészség két személyt figyelmeztetésben részesített, amiért Nazarbajevet illetve Szizdikovot bírálták a Facebookon. Az EBESZ jelentése szerint a média függetlenségét kétségbe vonják a választók, és széles körű a független média megfélemlítése.
Az alkotmány garantálja a gyülekezési jogot, de a gyülekezési törvény előírja, hogy a gyűléseket tíz napra előre be kell jelenteni. Az EBESZ-megfigyelőkhöz érkezett panaszok szerint a hatóságok ezt a rendelkezést a gyülekezési jog korlátozására használják. A megfigyelők arról is értesültek, hogy diákoknak az egyetemeken illetve alkalmazottaknak a munkahelyükön megmondták, hogy a hivatalban lévő elnökre szavazzanak.

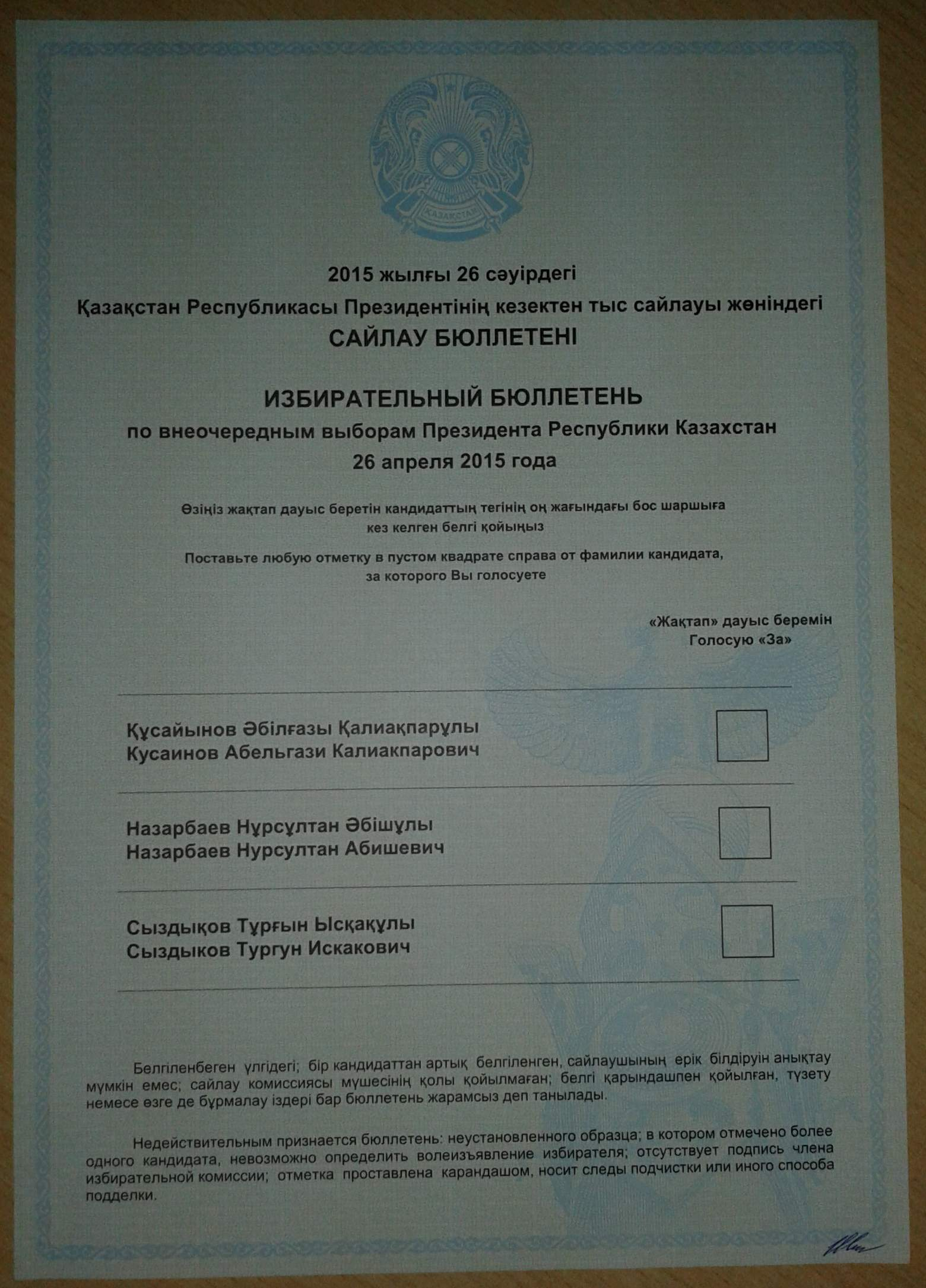
Szavazólap

## Szavazás
2015. április 26-án 9741 szavazóhelyen lehetett voksolni Kazahsztán-szerte, ideértve 51 követséget és konzulátust az ország határain kívül. Az elnökválasztáson a választójogosultak mintegy 95,22 százaléka vett részt, több mint kilencmillió állampolgár. A részvételi arány minden eddigi rekordot megdöntött.
Az EBESZ-megfigyelők beszámolója szerint a szavazás rendezetten folyt, de több ízben is megfigyelhetők voltak a választási csalás jelei: egyforma aláírások a választási íveken, lezáratlan szavazóurnák, többszörös szavazás és szavazás a személyazonosság igazolása nélkül. Több szavazóhelyiség előtt ismeretlenek filmezték a szavazásra érkező illetve onnan távozó embereket. A szavazás befejeztével a fel nem használt szavazólapokat több helyen nem érvénytelenítették.

## Eredmények
A Központi Választási Bizottság szerint Nazarbajev elnök a szavazatok 97,7 százalékát kapta, és ezzel újabb ötéves mandátumot nyert el az ország vezetésére. Turgun Szizdikov 1,6 százalékos, Abelgazi Kuszainov 0,7 százalékos támogatottságot ért el.
| Jelölt                                  | Párt                                    | Szavazat  | %     |
| --------------------------------------- | --------------------------------------- | --------- | ----- |
| Nurszultan Nazarbajev                   | Nur Otan                                | 8 833 250 | 97,75 |
| Turgun Szizdikov                        | Kazahsztáni Kommunista Néppárt          | 145 756   | 1,61  |
| Abulgazi Kuszainov                      | független                               | 57 718    | 0,64  |
| Érvénytelen/üres szavazat               | Érvénytelen/üres szavazat               | 54 196    | –     |
| Összesen                                | Összesen                                | 9 090 920 | 100   |
| A regisztrált szavazók/részvételi arány | A regisztrált szavazók/részvételi arány | 9 547 864 | 95,21 |
| Forrás: CEC                             |                                         |           |       |

## Beiktatás
A választáson győztes Nazarbajev elnököt 2015. április 29-én iktatták be hivatalába. A ceremóniára a fővárosban, Asztanában, a Függetlenség Palotájának nagytermében került sor. Nazarbajev jobbját az alkotmányra helyezve mondta el az elnöki eskü szövegét, majd megcsókolta az állami zászlót. Ezután a jelenlévők elénekelték a himnuszt, miközben a palota előtti téren a tüzérség 21 ágyúlövéssel adott tiszteletet az ünnepi eseménynek. A beiktatási ceremónia Nazarbajev elnök beszédével végződött.

## Reakciók
Orbán Viktor, aki a választások előtt néhány héttel Asztanában járt, látogatása során úgy nyilatkozott, azzal, hogy Nazarbajev indul az újjáválasztásért, Kazahsztán stabilitása biztosítva van.
Putyin orosz elnök a választások másnapján táviratban gratulált Nazarbajevnek az újraválasztáshoz, és hangsúlyozta, Oroszország kész a további kétoldalú együttműködésre Kazahsztánnal.
Barack Obama amerikai elnök levélben gratulált Nazarbajevnek a választási győzelméhez. Levelében Obama méltatta Kazahsztán és az Egyesült Államok együttműködését a globális és regionális problémák leküzdésében.
Az Európai Unió április 28-i közleménye szerint Kazahsztán kulcsfontosságú partnere az EU-nak, amely támogatja a demokrácia megerősítését Kazahsztánban.
Az elnökválasztásról kiadott jelentésében az EBESZ a választási folyamat hiányosságaira hívta fel a figyelmet:
- A nyelvvizsga-követelmény kirekesztette a jelöltek egy részét a választásból. Nem volt világos kritériumrendszer a nyelvvizsgák elbírálására, hanem a Központi Választási Bizottság által kijelölt Nyelvi Bizottság szubjektív döntése alapján zártak ki jelentkezőket. A 27 jelentkező közül 15 nem tette le sikerrel a nyelvvizsgát.
- A hivatalban lévő elnökkel szemben nem volt igazi választása a szavazóknak: a két másik jelölt kampányában nyíltan támogatta az elnököt.
- Hitelt érdemlő jelentések szerint a szavazókra nyomás nehezedett, hogy vegyenek részt Nazarbajev kampányrendezvényein és szavazzanak Nazarbajevre.
- Átláthatatlan volt a kampányok finanszírozása.[18]